# Cattedrali in Birmania

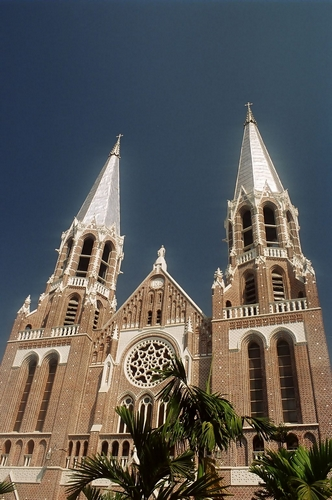
Cattedrale cattolica dell'Immacolata Concezione a Yangon

Questa è una lista delle cattedrali in Birmania.

## Cattedrali cattoliche
| Cattedrale                               | Arcidiocesi o Diocesi   | Località   |
| ---------------------------------------- | ----------------------- | ---------- |
| Cattedrale dell'Immacolata Concezione    | Arcidiocesi di Yangon   | Yangon     |
| Cattedrale di San Francesco Saverio      | Diocesi di Hpa-an       | Pa-An      |
| Cattedrale della Sacra Famiglia          | Diocesi di Mawlamyine   | Mawlamyine |
| Cattedrale di San Pietro                 | Diocesi di Pathein      | Pathein    |
| Cattedrale di San Paolo                  | Diocesi di Pyay         | Pyay       |
| Cattedrale del Sacro Cuore di Gesù       | Arcidiocesi di Mandalay | Mandalay   |
| Cattedrale di San Patrizio               | Diocesi di Banmaw       | Bhamo      |
| Cattedrale di San Giuseppe               | Diocesi di Hakha        | Hakha      |
| Cattedrale di Santa Maria                | Diocesi di Kalay        | Kalaymyo   |
| Cattedrale del Sacro Cuore di Gesù       | Diocesi di Lashio       | Lashio     |
| Cattedrale del Sacro Cuore di Gesù       | Diocesi di Mindat       | Mindat     |
| Cattedrale di San Colombano              | Diocesi di Myitkyina    | Myitkyina  |
| Cattedrale di San Giuseppe               | Arcidiocesi di Taunggyi | Taunggyi   |
| Cattedrale del Cuore Immacolato di Maria | Diocesi di Kengtung     | Kengtung   |
| Cattedrale di Cristo Re                  | Diocesi di Loikaw       | Loikaw     |
| Cattedrale del Sacro Cuore di Gesù       | Diocesi di Pekhon       | Pekhon     |
| Cattedrale del Sacro Cuore               | Diocesi di Taungngu     | Taungngu   |

## Cattedrali anglicane
| Cattedrale                     | Arcidiocesi o Diocesi         | Località |
| ------------------------------ | ----------------------------- | -------- |
| Cattedrale di San Pietro       | Diocesi anglicana di Hpa-an   | Pa-An    |
| Cattedrale di Cristo           | Diocesi anglicana di Mandalay | Mandalay |
| Cattedrale della Santa Trinità | Diocesi anglicana di Yangon   | Yangon   |

## Galleria d'immagini

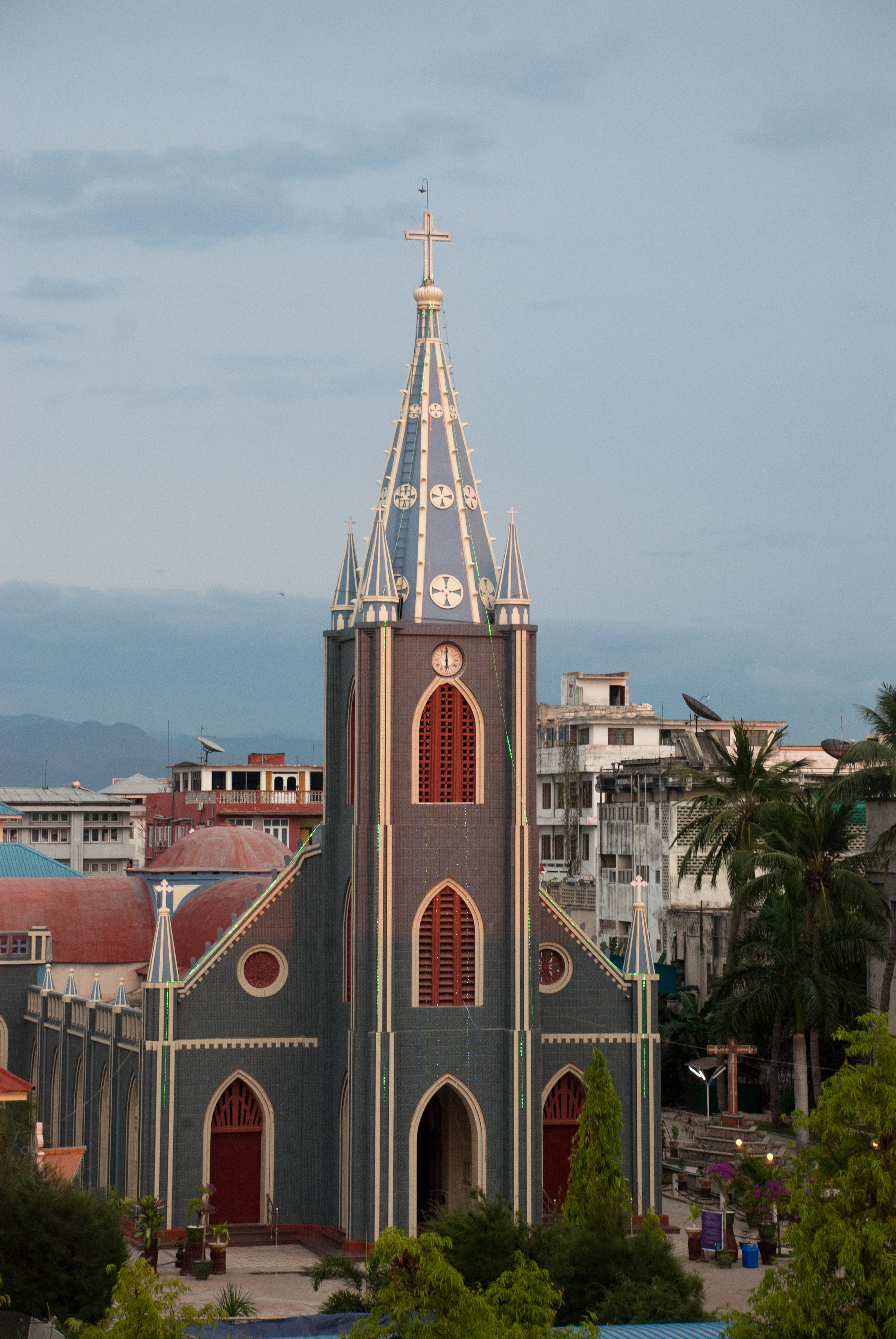
Cattedrale cattolica del Sacro Cuore di Gesù a Mandalay
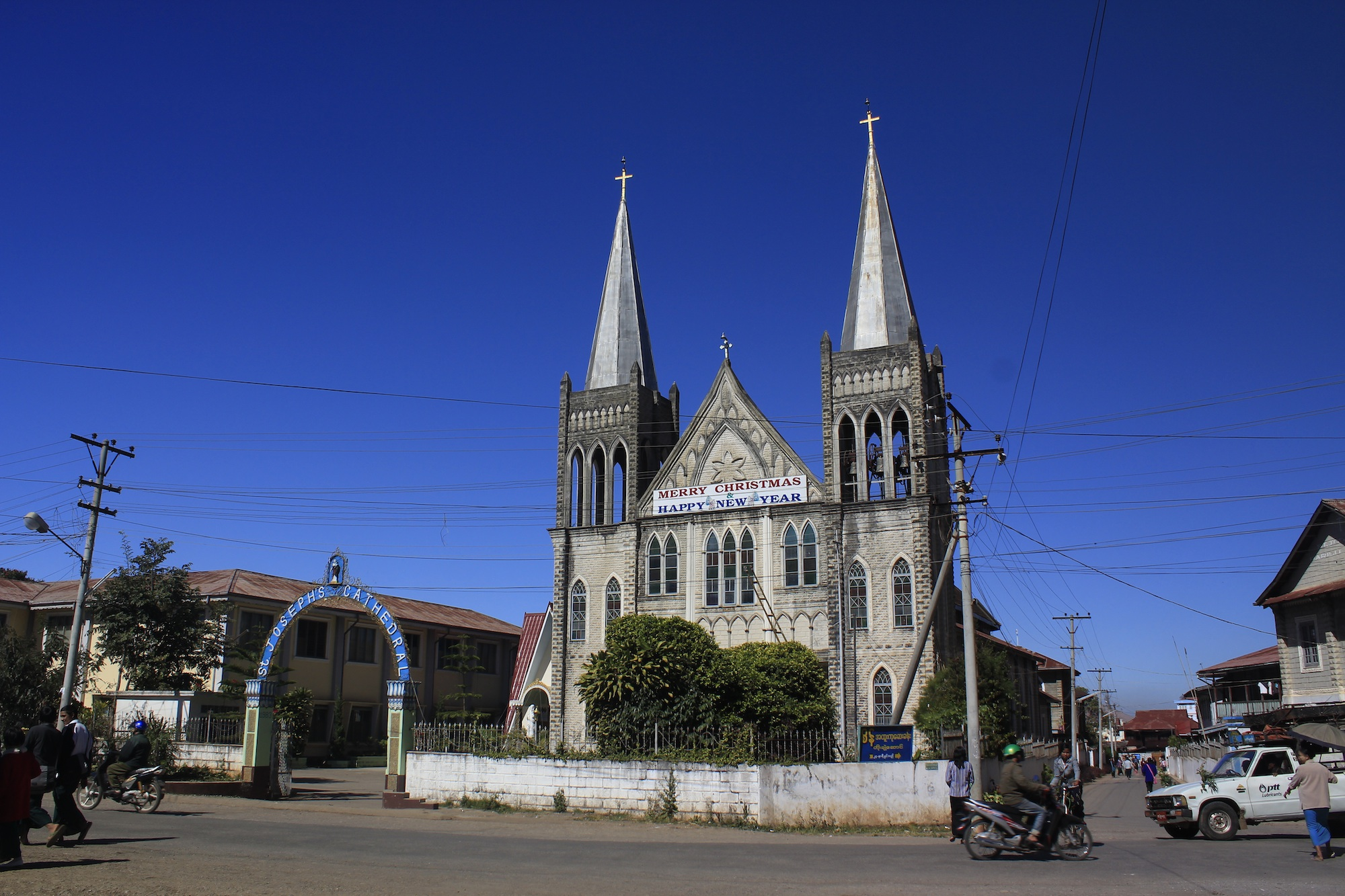
Cattedrale cattolica di San Giuseppe a Taunggyi
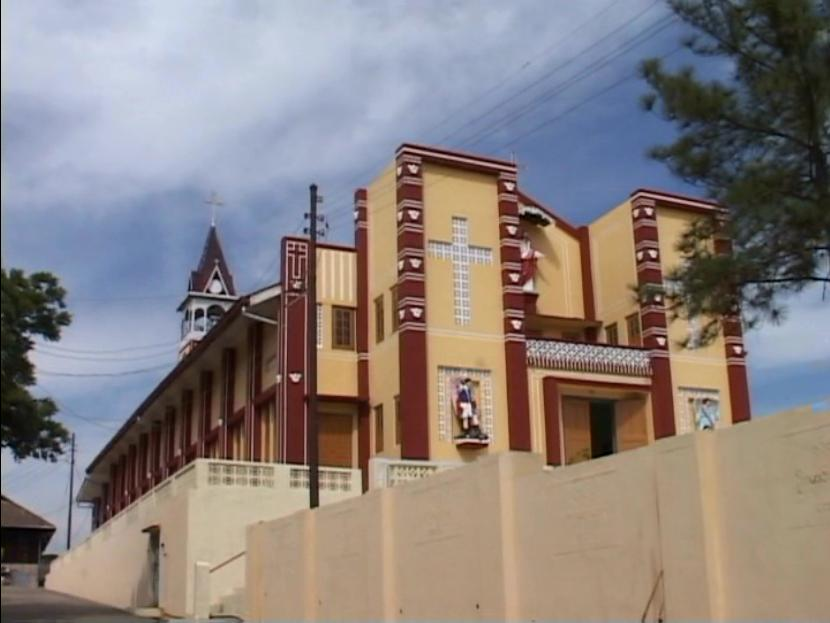
Cattedrale cattolica del Sacro Cuore di Taungngu
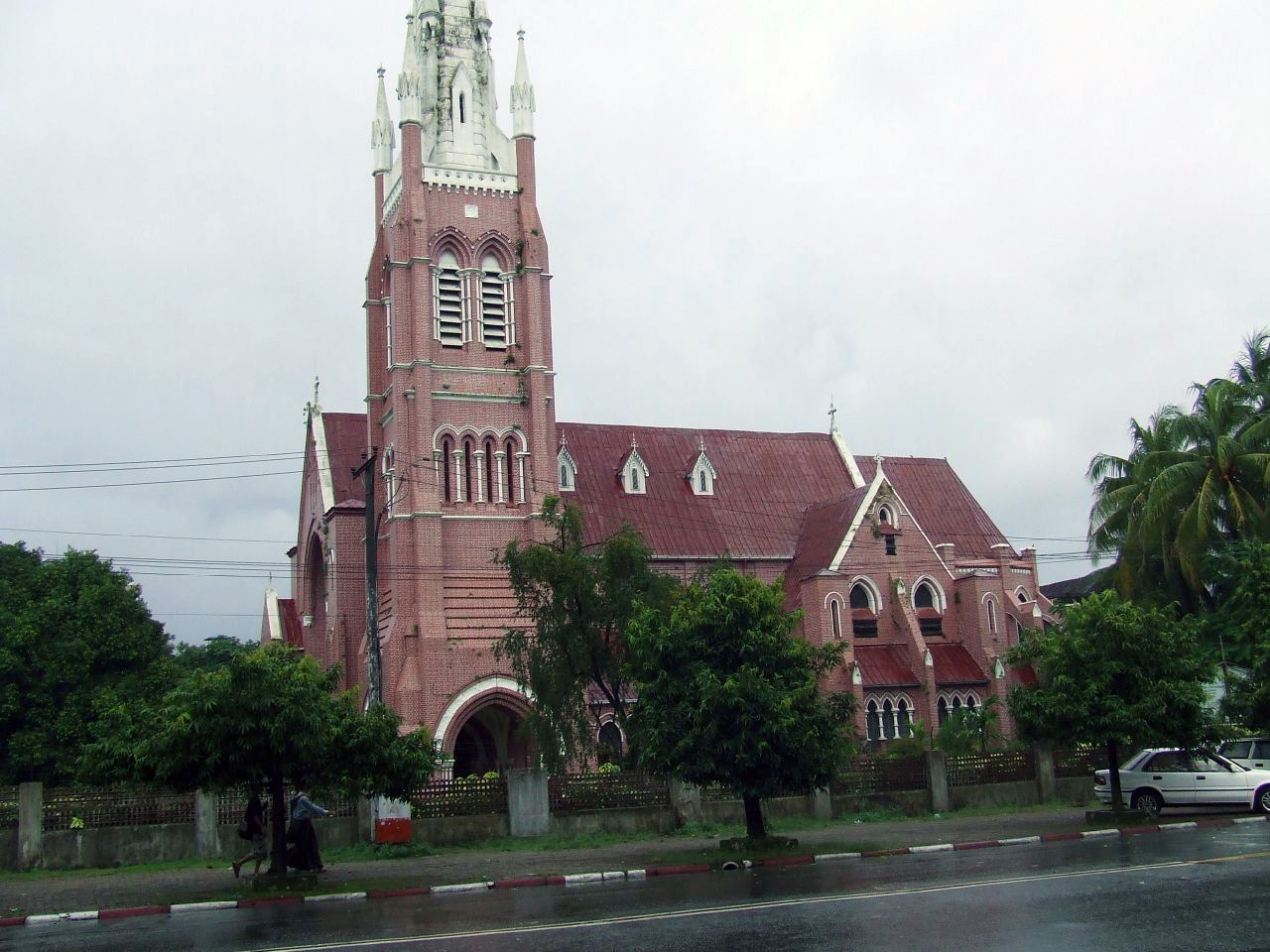
Cattedrale anglicana della Santa Trinità di Yangon